# Bahn 2000
A Bahn 2000 (Olaszul: Ferrovia 2000) egy nagyszabású vasúti terv volt Svájcban. A projektet 1987-ben kezdték el, mely magában foglalta az infrastruktúra fejlesztését, a járművek cseréjét és új ütemes menetrend bevezetését. A szövetségi kormány tervét népszavazással fogadták el. A program első fázisa 2004-ben fejeződött be, 130 projekt készült el, mely összesen kb. 5 900 000 000 svájci frankba került. Folytatása a Bahn 2020.
A program célja több vonat közlekedtetése rövidebb menetidőkkel és jobb átszállásokkal. Eredményeképp napjainkban sokkal többen veszik igénybe a vasutat Svájcban és az utasszám továbbra is évről évre növekszik.

## Menetrendi változások

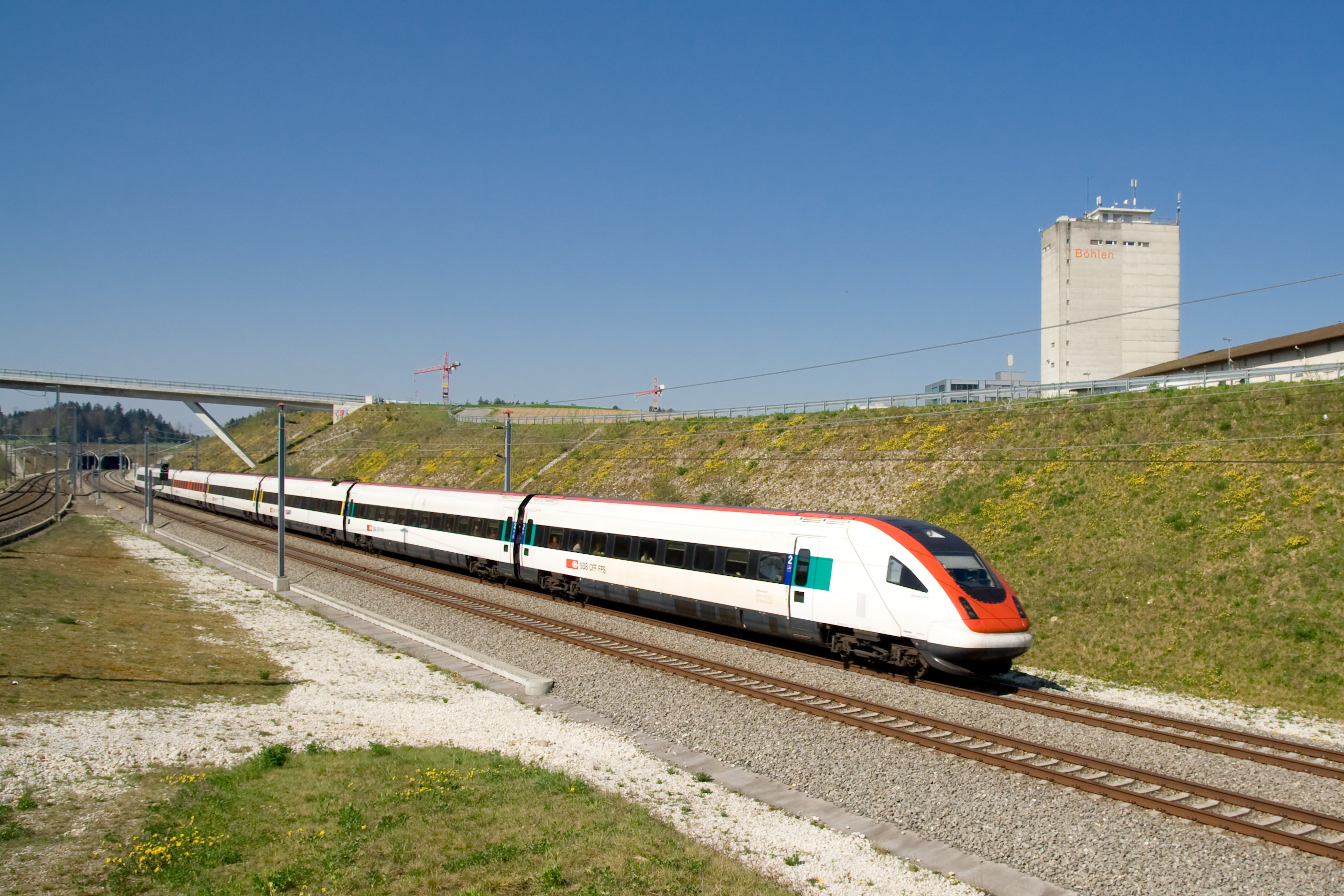
ICN motorvonat a Mattstetten–Rothrist nagysebességű vasútvonalon

A Bahn 2000 terv menetrendi koncepciója azon alapul, hogy két svájci csomópont között a menetidő kisebb, mint egy óra, így óránként ütemes menetrendet alapul véve minden irányban az átszállás lehetséges. Az 1987. évi Bahn 2000 tervben a kisebb menetidőt kizárólag a hagyományos (mozdony-vontatású, vezérlőkocsis, emeletes járművekből összeállított) IC-vonatoknak az új építésű és átépített pályákon az addigiaknál nagyobb sebességgel való közlekedtetésével kívánták elérni. Már 1992-ben látni lehetett, hogy a tervezett menetidő-rövidítés céljából újonnan épülő pályák költsége meghaladja a tervezettet, ezért 1993 közepén döntés született billenő kocsiszekrényű járművek beszerzéséről. A billenő kocsiszekrényű vonatnak az ICN nevet adták. A menetidő rövidülést 2001-től az úgynevezett Jura-vonalon, St. Gallen és Winterthur között a jelenlegi pályán, illetve annak egyes átépített részén a billenő kocsiszekrényű vonatok közlekedtetésével kívánták elérni. A forgalom lebonyolítására 24 vonatot rendeltek, amelyet a 2001. évi menetrendváltásig üzembe állítottak. Az első vonatot 1999 júniusában szállították le, havonta legalább egy vonatot helyeztek üzembe, adtak át forgalomba. 2005-ig további 12 vonatot szerzett be a vasút azért, hogy a Genf - Biel - Zürich - St.Gallen és a Genf - Biel - Bazel vonalakat is billenő kocsiszekrényű vonatokkal tudják kiszolgálni az InterCity-forgalomban.

## Infrastruktúra fejlesztés
A fejlesztések legnagyobbika az újépítésű Mattstetten–Rothrist nagysebességű vasútvonal, mely jelentősen csökkentette az utazási időket az ország városai között.